# Pitve
Pitve falu Horvátországban, Hvar szigetén. Közigazgatásilag Jelsához tartozik.

## Fekvése
Splittől 43 km-re délkeletre, Jelsától 2 km-re délnyugatra, a Hvar sziget középső részén, a Vratnik-hegyszoros bejáratánál, a Samotorac-hegy alatt, a Jelsa feletti lankás domboldalon fekszik. Szőlő- és olajfaültetvények övezik. Közúti összeköttetése van Jelsa és Vrisnik felé, míg a sziget déli partján fekvő Zavalával az 1500 méter hosszú Pitve-alagút köti össze. Településrészei Gornjih- (starih) és Donjih- (novih) Pitava.

## Története
Pitve a sziget egyik legősibb települése. Két településrésze, két különböző korban keletkezett. A régebbi településrész Gornjih Pitava már az ókorban is létezett. Az ősi illír település „Pityeia” állt a helyén, felette a Samotorac-hegyen pedig illír vár állt. Maga a hegy neve is az illír „samo tor” (magas vár) szavakból tevődik össze, míg a hegy lejtőjének a neve Kaštil, mind arra utal, hogy itt egykor védelmi rendeltetésű objektum volt. Pitve a középkorban is végig lakott település maradt, kikötőjeként alapították meg a 14. században a mai községközpontot Jelsát is. A település 1420-ra a velencei Köztársaság uralma alá került. Újabb településrésze Donjih Pitava csak a 15. században keletkezett és a 19. századig Ostrvica volt a neve, melyet az ide menekült lakosság hasonló nevű régi települése után kapott. Lakói ugyanis a Duboković család egyik tagjának vezetésével azután menekültek a szárazföldről a szigetre, hogy Bosznia 1463-ban török megszállás alá került. A velencei uralomnak 1797-ben vége szakadt és osztrák csapatok vonultak be Dalmáciába. 1806-ban a sziget az osztrákokat legyőző franciák uralma alá került, de Napóleon lipcsei veresége után újra az osztrákoké lett. 1857-ben 350, 1910-ben 573 lakosa volt. A település 1918-ban az új szerb-horvát-szlovén állam, majd később Jugoszlávia része lett. A II. világháború után a szocialista Jugoszláviához került. 1991-től a független Horvátország része. 2011-ben 69 lakosa volt.

## Népesség
| Lakosság változása | Lakosság változása | Lakosság változása | Lakosság változása | Lakosság változása | Lakosság változása | Lakosság változása | Lakosság változása | Lakosság változása | Lakosság változása | Lakosság változása | Lakosság változása | Lakosság változása | Lakosság változása | Lakosság változása | Lakosság változása |
| ------------------ | ------------------ | ------------------ | ------------------ | ------------------ | ------------------ | ------------------ | ------------------ | ------------------ | ------------------ | ------------------ | ------------------ | ------------------ | ------------------ | ------------------ | ------------------ |
| 1857               | 1869               | 1880               | 1890               | 1900               | 1910               | 1921               | 1931               | 1948               | 1953               | 1961               | 1971               | 1981               | 1991               | 2001               | 2011               |
| 350                | 446                | 435                | 501                | 569                | 573                | 756                | 579                | 419                | 315                | 264                | 191                | 146                | 112                | 81                 | 69                 |

## Nevezetességei
- Szent Jakab apostol tiszteletére szentelt temploma[4] 1877-ben épült a két településrész közötti magaslatra. A helyén már a 15. században is állt templom és valószínűleg már a régmúlt időktől fogva szakrális helynek számított. Egyhajós épület, négyszögletes apszissal, homlokzata felett piramisban végződő karcsú harangtoronnyal, melyet a harangok szintjén biforámás ablakok díszítenek. A templom előtt fennmaradt egy a római kor idéző kétarcú Janus-fej.
- Szent Rókus tiszteletére szentelt temploma egyhajós épület, homlokzata felett pengefalú harangtoronnyal, benne egy haranggal. Homlokzatán a bejárat két oldalán két nagyméretű hosszúkás félköríves ablak, a bejárat felett körablak látható.
- Az egykori iskolaépültben ma borászati kiállítás tekinthető meg.
- Gornjih Pitaváról kitűnő kilátás nyílik a sziget környező részeire, a Brač-szigetre, a Hvari-csatornára, Jelsa, Vrboska környékére, valamint Bikovora és a makarskai tengermellékre.

## Kultúra
- Pitve hagyományos kulturális és vallási eseménye a „Za kiržen” nevű éjszakai körmenet,[5] melyre nagycsütörtökön kerül sor. Az esemény tulajdonképpen hat körmenet, melyet a sziget középső részének hat plébániatemplomból egyidejűleg indítanak este 10 és reggel 7 óra között. A körmenetek reggelre a kiindulási helyükre térnek vissza. Az éjszakai körmeneten a hívek mintegy 25 km-t tesznek meg csöndben meditálva és imádkozva. Az eseményen Vrbanj, Vrboska, Jelsa, Pitve, Vrisnik és Svirče plébániái vesznek részt. 2010-ben az UNESCO felvette a világ kulturális örökségének listájára.